# Paleografia latina

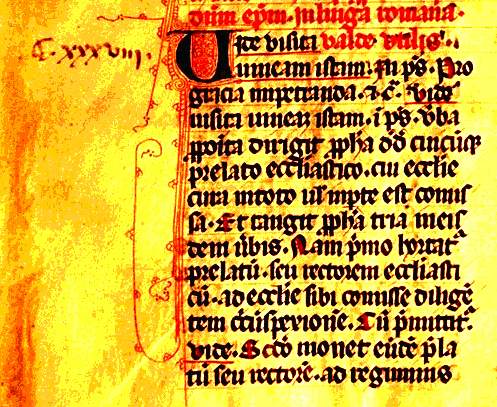
Frammento di un codice pergamenaceo in scrittura gotica testuale formata (XIV secolo)

La paleografia latina è la disciplina che studia la storia della scrittura latina dalle origini (VII secolo a.C.) all'inizio del XVI secolo, al fine di permettere l'identificazione cronologica e geografica del testo e la sua lettura.

La disciplina studia, tra le altre, le seguenti scritture:
- Capitale libraria, primi secoli d.C.
- Libraria onciale, II-IX secolo
- Minuscola corsiva, III-X secolo
  - Scritture precaroline: Minuscola merovingica, Minuscola visigotica e Minuscola beneventana, VII-XIII secolo
  - Libraria semionciale, V-IX secolo: semionciale insulare (nelle isole britanniche)
- Minuscola carolina, VII-XII secolo
- Gotica, XII-XIV secolo
- Umanistica, XIV-XVI secolo, da cui si evolvono le scritture latine moderne.

## Forme di scrittura latina

### Scritture in età antica
Le prime testimonianze della scrittura latina sono identificabili in campo epigrafico: di solito si considera il lapis niger del Foro romano la più antica iscrizione quale punto di partenza dell'evoluzione dell'alfabeto latino.
Ulteriori testimonianze, sempre in campo epigrafico, comprendono le iscrizioni tombali e monumentali (molto utili perché in genere ben databili), i graffiti e le iscrizioni murali, di Pompei ed Ercolano (I secolo d.C.) in particolare, le iscrizioni e i bolli su vasi e altri utensili.
La scarsità di iscrizioni realizzate sui più tradizionali supporti scrittorii (a quel tempo papiro e pergamena) fino al IV secolo d.C. rende difficile tracciare l'evoluzione della scrittura libraria e documentaria. Comunque, in generale, l'ipotesi più diffusa illustra come dalle scritture maiuscole posate si sia passati gradualmente a maiuscole di tipo corsivo.
Quindi, nella tarda antichità, avrebbero convissuto due scritture (entrambe aventi come modello la scrittura maiuscola epigrafica): una "posata" di uso per lo più librario (la capitale rustica) e una "corsiva" di uso documentario (la minuscola corsiva).
Accanto a queste scritture si era poi sviluppata una scrittura di modulo inferiore, minuscola, che fu definita arbitrariamente scrittura semionciale in opposizione ad una scrittura maiuscola definita onciale.
La scrittura onciale latina si sviluppò in ambito cristiano e presenta evidenti influssi della coeva scrittura onciale greca.
Il nome deriva dall'erronea interpretazione di un passo di San Girolamo, che, con il termine litterae unciales, si riferisce in realtà ad una scrittura di tipo capitale.
In realtà il panorama della scrittura latina della tarda antichità è ben più complesso. Oltre alle scritture citate comparvero scritture particolarmente artificiose: la capitale elegante (con forti influenze dell'epigrafia damasiana) in ambito librario, le litterae caelestes (tarda forma arcaizzante di maiuscola corsiva) in ambito documentale, usate in modo particolare nella cancelleria imperiale. Sempre in ambito librario è presente anche una particolare scrittura minuscola, di modulo inferiore anche alla semionciale, che è in genere indicata come "quarto d'onciale".

### Particolarismo grafico medievale

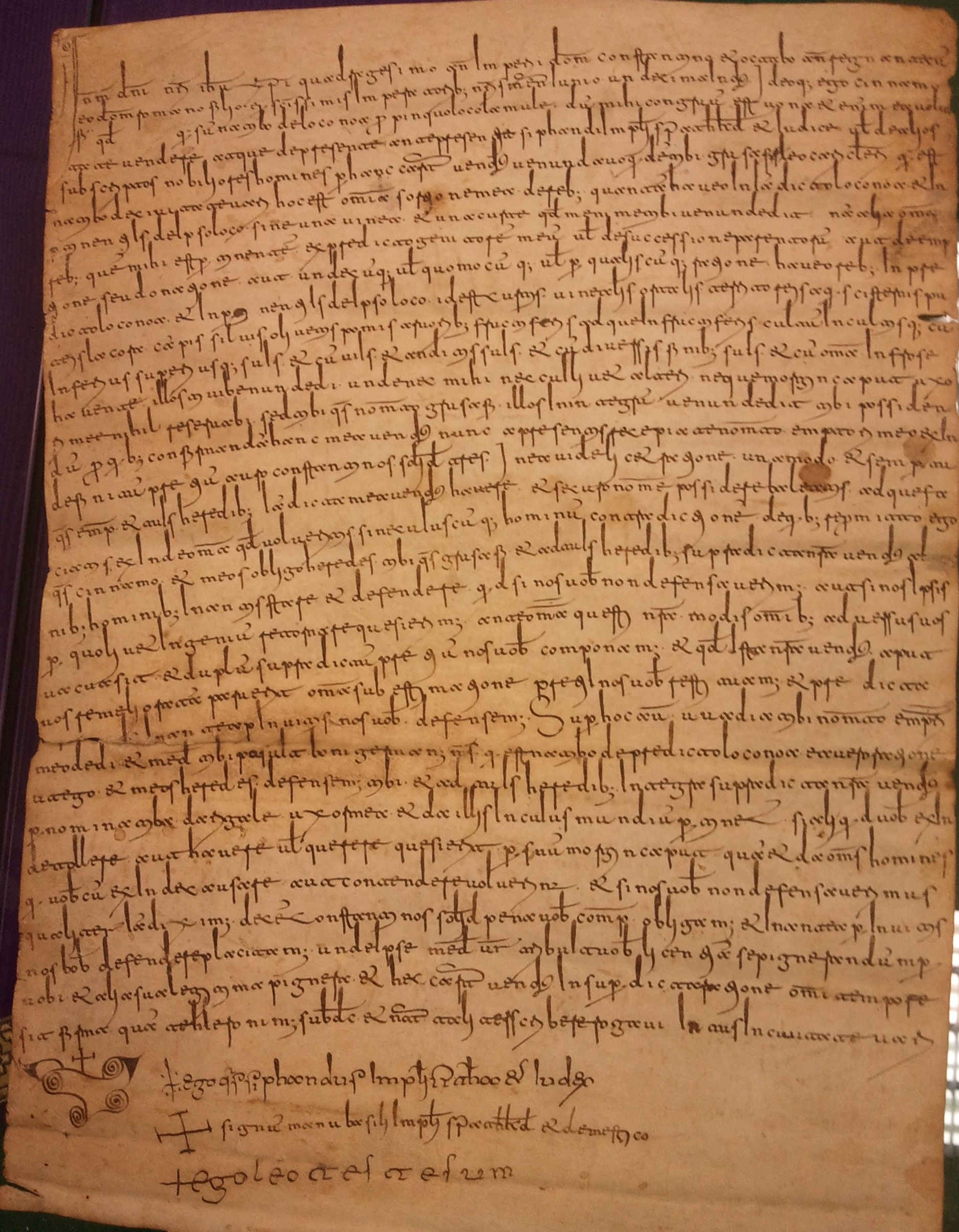
Documento privato in beneventana notarile, conservato nell'Archivio diocesano della Cattedrale di Bari, X secolo

## Abbreviazioni